# Ізмаїльський меморіальний парк-музей «Фортеця»
Ізмаїльський меморіальний парк-музей «Фортеця» — територія в Ізмаїлі, яка розташована на місці колишньої турецької військової споруди середини XVI століття яка неодноразово переходила від одного противника до іншого. До сьогодні збереглася лише мечеть та брами колишніх кладовищ. Діяльність парку-музею спрямована на збереження та відродження фортеці Ізмаїл як пам'ятки історії та археології XVI століття — першої половини XIX століття.

## Загальні відомості
Результатом того, що 1991-го року територія фортеці Ізмаїл була взята Україною під державну охорону, стало створення Дирекція Меморіального парку-музею «Фортеця», яку було перетворено у комунальний заклад — Меморіальний парк-музей «Фортеця». Основним завданням новоствореного закладу стало збереження, дослідження та виявлення за допомогою археологічних досліджень історико-культурних цінностей та об'єктів на території фортеці Ізмаїл, їх реставрація для створення експозиції просто неба.
Одним з етапів роботи стала розробка історико-архітектурного плану та «Проекту зон охорони території фортеці Ізмаїл» Українським державним проектно-виробничим об'єднанням «Діпромісто» (м. Київ).
За період діяльності меморіального парку-музею було розроблено програму та організовано проведення археологічних досліджень на території фортеці. Отримані матеріали знаходяться у фондах музею (понад 1000 одиниць). Парк-музей займається науково-дослідницькою, масово-просвітницькою та фондовою роботою.
У приміщенні парку-музею діє експозиція з історії фортеці Ізмаїл XVI—XIX століть, де між іншим представлено макет фортеці у масштабі 1:400.

## Об'єкти на території парку-музею

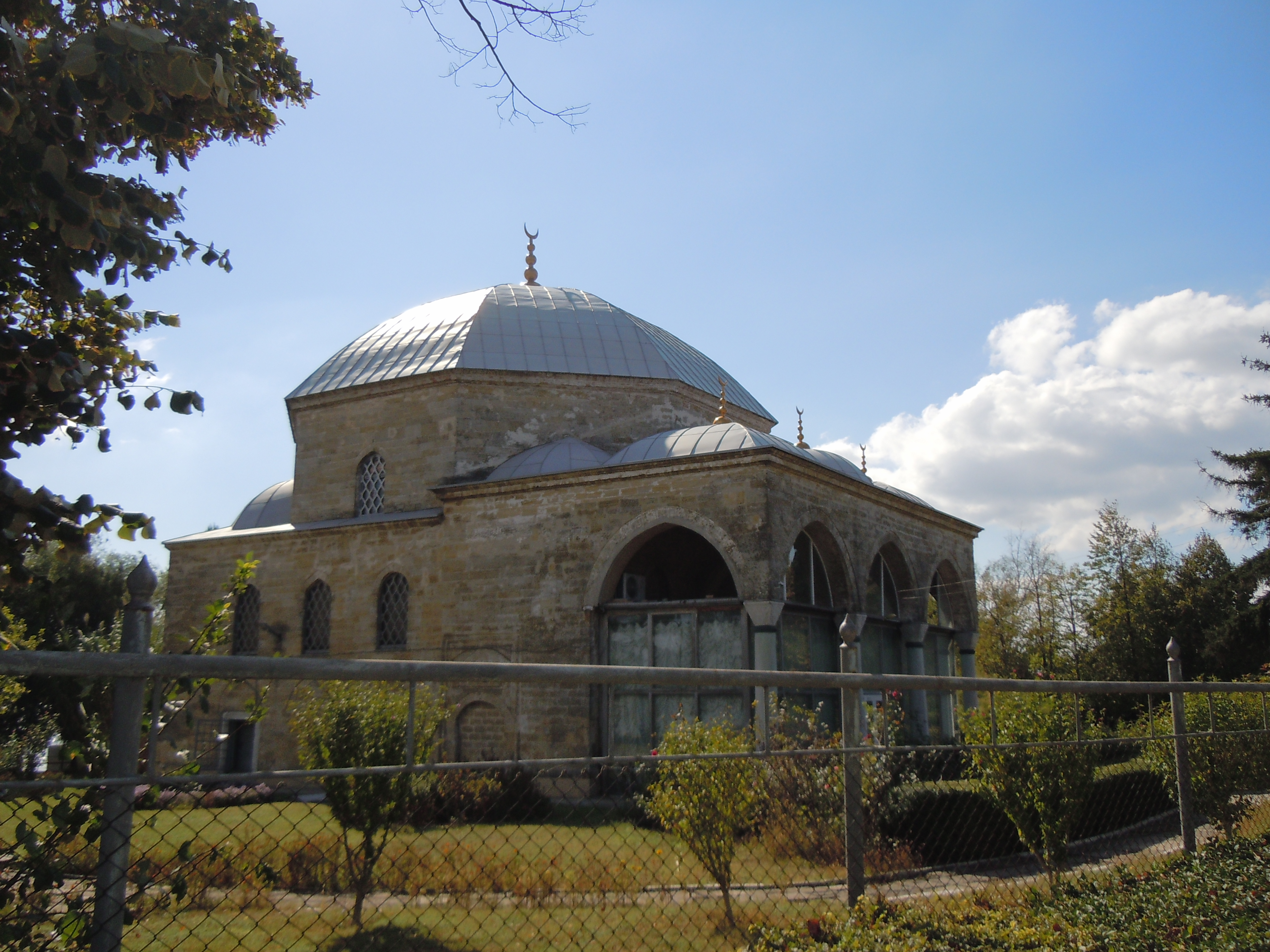
Будівля Малої мечеті — Діорама «Штурм Ізмаїлу»

Територія фортеці Ізмаїл складає загальну площу 170 га. на якій розташовано:
- Пам'ятники військової архітектури XVI—XIX століть (залишки ровів, валів, фортифікаційних споруд різних епох);
- Пам'ятники культової архітектури (турецька мечеть XVI століття, Свято-Успенська та Свято-Миколаївська церкви, залишки монастирських будівель);
- Залишки господарських, культових та житлових комплексів багатонаціональних поселень різних історичних епох, які перебувають під шаром землі;
- Численні військові і цивільні поховання.

## Проєкт  "Українська арт-зброя
Проєкт "Українська арт-зброя" створений Ізмаїльським військово-патріотичним музейним комплексом у жовтні 2023 р. 
Розпис гільз, тубусів, ящиків від боєкомплектів, касок - все це  стало своєрідним артфронтом і можливістю заробити грошей для ЗСУ. Мета проєкту - збереження та поширення української творчості в розмалюванні артефактів війни, що стало окремим напрямком мистецтва для України, і унікальним у всьому світі.
Проєкт вже об'єднав близько 200 майстрів і майстринь з різних куточків України, з яких близько 60 долучилися до розмальовування вперше.  Проєкт "Українська арт-зброя "- це можливість для художників назавжди закарбувати в пам'яті свою власну перемогу, а для музеїв - отримання унікальних експонатів, кожен з яких зі своєю історією. 
Проєкт довгостроковий, а в першочергових планах - організація виставок та створення каталогу "Українська арт-зброя", в тому числі англійською мовою.